# Nati nel 1938/Febbraio
| Questa pagina contiene informazioni ricavate automaticamente dalle voci biografiche con l'ausilio del template Bio e di un bot. L'aggiornamento è periodico e automatico e ricostruisce completamente la pagina. Se manca una persona in questa lista, sei pregato di non aggiungerla, ma accertati piuttosto che la sua voce biografica contenga il template Bio e che i dati anagrafici siano correttamente compilati. Se il template Bio manca, inseriscilo tu stesso o, in alternativa, metti l'avviso {{tmp\|Bio}} che ne segnala la mancanza. Se i dati riportati sono sbagliati, correggi direttamente la voce biografica; le modifiche saranno visibili in questa lista entro pochi giorni. Per chiarimenti vedi il progetto biografie. La lista contiene solo le 196 persone che sono citate nell'enciclopedia e per le quali è stato implementato correttamente il template Bio. Pagina aggiornata al 26 lug 2025. |

- 1º febbraio - Rita Ačkina, ex fondista sovietica
- 1º febbraio - Jimmy Carl Black, musicista statunitense († 2008)
- 1º febbraio - Domenico De Masi, sociologo italiano († 2023)
- 1º febbraio - Mario Desiderio, ex calciatore argentino
- 1º febbraio - Sherman Hemsley, attore e personaggio televisivo statunitense († 2012)
- 1º febbraio - Heinz Steinmann, calciatore tedesco († 2023)
- 1º febbraio - Michael Withers, ex pallanuotista australiano
- 1º febbraio - Giancarlo Zanatta, imprenditore italiano
- 2 febbraio - Norman Fowler, barone Fowler, politico britannico
- 2 febbraio - Valerius Geist, biologo, zoologo e etologo canadese († 2021)
- 2 febbraio - Bo Hopkins, attore statunitense († 2022)
- 2 febbraio - Domingo Lejona, ex calciatore argentino
- 2 febbraio - Sergio Ortega, compositore e pianista cileno († 2003)
- 2 febbraio - Meechai Ruchuphan, politico thailandese
- 2 febbraio - Antonio Rugiero, politico italiano
- 2 febbraio - Dave Thomson, calciatore scozzese († 2016)
- 2 febbraio - Haruya Yamazaki, sceneggiatore giapponese († 2002)
- 3 febbraio - Victor Buono, attore e comico statunitense († 1982)
- 3 febbraio - Emile Griffith, pugile statunitense († 2013)
- 3 febbraio - Marjatta Kajosmaa, ex fondista finlandese
- 3 febbraio - Tony Marshall, cantante e showman tedesco († 2023)
- 3 febbraio - Elijah Pitts, giocatore di football americano e allenatore di football americano statunitense († 1998)
- 3 febbraio - Pauli Siitonen, fondista finlandese († 2024)
- 3 febbraio - Antonio Maria Vegliò, cardinale e arcivescovo cattolico italiano
- 4 febbraio - Luciano Gallusi, calciatore italiano († 2017)
- 4 febbraio - Halina Górecka, ex velocista polacca
- 4 febbraio - Isao Inokuma, judoka giapponese († 2001)
- 4 febbraio - Tomoharu Katsumata, regista giapponese
- 4 febbraio - Zygmunt Malanowicz, attore polacco († 2021)
- 4 febbraio - Andrea Margheri, politico italiano
- 4 febbraio - Enzo Tiezzi, chimico, politico e ambientalista italiano († 2010)
- 4 febbraio - Ted White, scrittore di fantascienza, editore e critico musicale statunitense
- 5 febbraio - Diana Deutsch, psicologa e docente britannica
- 5 febbraio - Giancarlo Giammetti, imprenditore italiano
- 5 febbraio - Arnaldo Gruarin, rugbista a 15 francese († 2025)
- 5 febbraio - John Guare, drammaturgo statunitense
- 5 febbraio - Jesús Herrera Alonso, calciatore spagnolo († 1962)
- 5 febbraio - David O'Connor, egittologo e archeologo australiano († 2022)
- 5 febbraio - Federico Scianò, giornalista italiano († 2001)
- 5 febbraio - Ula Stöckl, regista, sceneggiatrice e attrice tedesca
- 5 febbraio - Edgar Thiele, ex pallanuotista tedesco orientale
- 6 febbraio - Giuseppe Cerutti, politico italiano
- 6 febbraio - Stefano Munafò, dirigente d'azienda e produttore televisivo italiano
- 6 febbraio - Riccardo Scarcia, filologo classico e latinista italiano († 2022)
- 6 febbraio - Enrico Visani, pittore italiano
- 6 febbraio - Gerhard Wiedemeier, ex calciatore tedesco
- 7 febbraio - Ismael Mafra Cabral, calciatore brasiliano († 2009)
- 7 febbraio - Ezio Gallori, sindacalista italiano
- 7 febbraio - Fred LaCour, cestista statunitense († 1972)
- 7 febbraio - Dieter Perau, ex calciatore tedesco
- 7 febbraio - Cayetano Ré, allenatore di calcio e calciatore paraguaiano († 2013)
- 7 febbraio - Vittorio Schiraldi, scrittore, regista e giornalista italiano
- 7 febbraio - Franco Testa, pistard e ciclista su strada italiano († 2025)
- 8 febbraio - Jean-Baptiste Bordas, calciatore e allenatore di calcio francese († 2024)
- 9 febbraio - Djamila Boupacha, politica algerina
- 9 febbraio - Park Jong-hwan, allenatore di calcio sudcoreano († 2023)
- 9 febbraio - Fred Williams, attore tedesco
- 10 febbraio - Benito Orgiana, politico italiano († 2021)
- 10 febbraio - Gian Enrico Rusconi, storico, politologo e filosofo italiano
- 11 febbraio - Joey Archer, pugile statunitense († 2025)
- 11 febbraio - Renato Bosatta, ex canottiere italiano
- 11 febbraio - Renée Conan, politica francese († 1992)
- 11 febbraio - Mohamed Gammoudi, ex mezzofondista tunisino
- 11 febbraio - Şengün Kaplanoğlu, ex cestista e allenatore di pallacanestro turco
- 11 febbraio - Boris Majorov, ex hockeista su ghiaccio sovietico
- 11 febbraio - Evgenij Majorov, hockeista su ghiaccio sovietico († 1997)
- 11 febbraio - Edith Mathis, soprano svizzero († 2025)
- 11 febbraio - Bobby Pickett, cantante e attore statunitense († 2007)
- 11 febbraio - Edgardo Roque, ex cestista filippino
- 11 febbraio - Manlio Santanelli, drammaturgo italiano
- 11 febbraio - Cosimo Ventucci, politico italiano
- 11 febbraio - Don S. Williams, produttore cinematografico, regista e attore canadese († 2018)
- 11 febbraio - Simone de Oliveira, cantante e attrice portoghese
- 12 febbraio - Ferdinando Baston, calciatore italiano († 2019)
- 12 febbraio - Judy Blume, scrittrice statunitense
- 12 febbraio - Anna Bravo, storica e saggista italiana († 2019)
- 12 febbraio - Walter Bruce, calciatore nordirlandese († 2015)
- 12 febbraio - Luigi Buglioni, allenatore di calcio e ex calciatore italiano
- 12 febbraio - Carlo Dell'Omodarme, allenatore di calcio e ex calciatore italiano
- 12 febbraio - Albino Fontana, politico italiano († 2011)
- 12 febbraio - Martinho da Vila, cantante, compositore e scrittore brasiliano
- 12 febbraio - Félix Mourinho, allenatore di calcio e calciatore portoghese († 2017)
- 12 febbraio - Tor Obrestad, scrittore norvegese († 2020)
- 12 febbraio - Pilar Pellicer, attrice messicana († 2020)
- 12 febbraio - José Antonio Rodríguez López, ex calciatore spagnolo
- 13 febbraio - Giulio Castelli, giornalista e scrittore italiano
- 13 febbraio - Roy Ciccolini, attore italiano († 2008)
- 13 febbraio - Carmela Corren, cantante e attrice israeliana († 2022)
- 13 febbraio - Eugenio Guccione, storico italiano
- 13 febbraio - Giulio Maceratini, politico italiano († 2020)
- 13 febbraio - Oliver Reed, attore britannico († 1999)
- 13 febbraio - Luigi Senesi, pittore e incisore italiano († 1978)
- 13 febbraio - Antonio Soncini, calciatore e allenatore di calcio italiano († 2018)
- 14 febbraio - Sylvester Blye, ex cestista statunitense
- 14 febbraio - Lee Chamberlin, attrice statunitense († 2014)
- 14 febbraio - Antonio Dal Masetto, scrittore italiano († 2015)
- 14 febbraio - Katya Douglas, attrice polacca
- 14 febbraio - Paquito García, calciatore e allenatore di calcio spagnolo († 2024)
- 14 febbraio - Luciano Magistrelli, calciatore e allenatore di calcio italiano († 2011)
- 14 febbraio - Wijnand van de Pol, organista e direttore di coro olandese († 2016)
- 14 febbraio - Eberhard Riedel, ex sciatore alpino e politico tedesco
- 14 febbraio - Guglielmo Rositani, politico italiano
- 14 febbraio - Anita Thallaug, cantante e attrice norvegese († 2023)
- 15 febbraio - Giuseppe Borsellino, imprenditore italiano († 1992)
- 15 febbraio - Toni Zweifel, ingegnere svizzero († 1989)
- 16 febbraio - William John Brennan, vescovo cattolico australiano († 2013)
- 16 febbraio - Sammy Chapman, calciatore nordirlandese († 2019)
- 16 febbraio - John Corigliano, compositore statunitense
- 16 febbraio - Pedro De Ciancio, ex calciatore argentino
- 16 febbraio - Lorenzo Pellizzari, saggista e critico cinematografico italiano († 2016)
- 16 febbraio - Barry Primus, attore e regista statunitense
- 17 febbraio - Péter Bakonyi, ex schermidore ungherese
- 17 febbraio - Jorge Humberto Raggi, allenatore di calcio e ex calciatore portoghese
- 17 febbraio - Saul Malatrasi, ex calciatore e allenatore di calcio italiano
- 17 febbraio - Dario Penne, attore, doppiatore e direttore del doppiaggio italiano († 2023)
- 18 febbraio - Louis-Marie Billé, cardinale e arcivescovo cattolico francese († 2002)
- 18 febbraio - Elke Erb, poetessa e scrittrice tedesca († 2024)
- 18 febbraio - Giorgio Fregosi, politico italiano († 1998)
- 18 febbraio - László Kaszás, ex calciatore ungherese
- 18 febbraio - Gino Stacchini, ex calciatore e allenatore di calcio italiano
- 18 febbraio - István Szabó, regista e sceneggiatore ungherese
- 19 febbraio - Mario Andreo, cestista italiano († 2000)
- 19 febbraio - Roberto Baldassari, politico italiano
- 19 febbraio - Ettore Bucciero, politico italiano
- 19 febbraio - Valentyn Rudenko, compositore di scacchi e ingegnere ucraino († 2016)
- 19 febbraio - Wim van Spingelen, ex pallanuotista olandese
- 19 febbraio - Oliver Taylor, ex pugile australiano
- 19 febbraio - Lobsang Trinley Lhündrub Chökyi Gyaltsen, monaco buddhista tibetano († 1989)
- 19 febbraio - Bill Wood, cantante statunitense († 2024)
- 19 febbraio - Raúl de la Torre, regista e sceneggiatore argentino († 2010)
- 19 febbraio - Vera von Falkenhausen, nobile, bizantinista e filologa tedesca
- 20 febbraio - Giandomenico Baldisseri, calciatore italiano († 1985)
- 20 febbraio - Richard Beymer, attore statunitense
- 20 febbraio - André Chorda, calciatore francese († 1998)
- 20 febbraio - Mahmoud El-Gohary, calciatore e allenatore di calcio egiziano († 2012)
- 20 febbraio - András Katona, ex pallanuotista ungherese
- 20 febbraio - Shoshana Rivner, nuotatrice israeliana († 2007)
- 20 febbraio - Paolo Romeo, cardinale e arcivescovo cattolico italiano
- 20 febbraio - Gerald Schroeder, fisico e teologo statunitense
- 20 febbraio - Aldo Silvagna, calciatore italiano († 2024)
- 21 febbraio - Zev Aelony, attivista statunitense († 2009)
- 21 febbraio - Lester Bird, politico antiguo-barbudano († 2021)
- 21 febbraio - Roberto Brivio, attore, cantante e cabarettista italiano († 2021)
- 21 febbraio - Bobby Charles, cantante statunitense († 2010)
- 21 febbraio - Pino Grasso, giornalista e editore italiano († 2018)
- 21 febbraio - François Heutte, ex calciatore francese
- 21 febbraio - Hans Plenk, slittinista tedesco occidentale († 2023)
- 22 febbraio - Bobby Hendricks, cantante statunitense († 2022)
- 22 febbraio - Robert Christophe, nuotatore francese († 2016)
- 22 febbraio - Barry Dennen, cantante, attore e sceneggiatore statunitense († 2017)
- 22 febbraio - Karin Dor, attrice tedesca († 2017)
- 22 febbraio - Timmy Mayer, pilota automobilistico statunitense († 1964)
- 22 febbraio - Joseph Nguyễn Tích Đức, vescovo cattolico vietnamita († 2011)
- 22 febbraio - Artavazd Pelešjan, regista armeno
- 22 febbraio - Alfonso Pontrandolfi, politico italiano
- 22 febbraio - Taha Yassin Ramadan, politico e militare iracheno († 2007)
- 22 febbraio - Ishmael Reed, poeta, saggista e scrittore statunitense
- 22 febbraio - Guido Vanzetti, fotografo e regista italiano († 1994)
- 23 febbraio - Giovanni De Angelis, scultore italiano
- 23 febbraio - Sandra Fiete, cestista statunitense († 2013)
- 23 febbraio - Bernard Mayeur, cestista francese († 2004)
- 23 febbraio - Jiří Menzel, regista e attore ceco († 2020)
- 23 febbraio - Paul Morrissey, regista, sceneggiatore e direttore della fotografia statunitense († 2024)
- 23 febbraio - Diane Varsi, attrice statunitense († 1992)
- 24 febbraio - Sebastian Brock, orientalista britannico
- 24 febbraio - James Farentino, attore statunitense († 2012)
- 24 febbraio - Ėmma Gapčenko, arciera sovietica († 2021)
- 24 febbraio - Vincenzo Grasso, imprenditore italiano († 1989)
- 24 febbraio - Phil Knight, imprenditore, dirigente d'azienda e produttore cinematografico statunitense
- 24 febbraio - Piero Rolla, paroliere, compositore e cantautore italiano
- 24 febbraio - Bob Wilkinson, ex cestista statunitense
- 24 febbraio - Cocki van Engelsdorp Gastelaars, ex nuotatrice olandese
- 25 febbraio - Maryanne Amacher, compositrice e artista statunitense († 2009)
- 25 febbraio - Diane Baker, attrice statunitense
- 25 febbraio - Herb Elliott, ex mezzofondista australiano
- 25 febbraio - John Frederick Foster, velista, bobbista e dirigente sportivo americo-verginiano
- 25 febbraio - Viktor Kosičkin, pattinatore di velocità su ghiaccio sovietico († 2012)
- 25 febbraio - Galeazzo Nardini, artista italiano († 2016)
- 25 febbraio - Mauro Vestri, attore italiano († 2015)
- 25 febbraio - Reinhold Wosab, ex calciatore tedesco
- 26 febbraio - Brian Kilby, maratoneta britannico († 2024)
- 26 febbraio - Róbert Kisuczky, calciatore ungherese († 1965)
- 26 febbraio - Evagoras Pallikarides, guerrigliero e poeta cipriota († 1957)
- 27 febbraio - Giuseppe Barucco, allenatore di calcio e ex calciatore italiano
- 27 febbraio - Pascale Petit, attrice francese
- 27 febbraio - Jake Thackray, cantautore e poeta britannico († 2002)
- 27 febbraio - Rosanna Yanni, attrice argentina
- 28 febbraio - John Bulmer, fotografo inglese
- 28 febbraio - Antonio De Gregorio, politico italiano († 2015)
- 28 febbraio - Werner Rodolfo Greuter, botanico svizzero
- 28 febbraio - Wilhelm Huberts, calciatore e allenatore di calcio austriaco († 2022)
- 28 febbraio - Patti Kim, cantante sudcoreana
- 28 febbraio - Martin Olav Sabo, politico statunitense († 2016)
- 28 febbraio - Terry Spinks, pugile britannico († 2012)
- 28 febbraio - Nanni Svampa, cantante, scrittore e attore italiano († 2017)
- 28 febbraio - Max Williams, ex cestista, allenatore di pallacanestro e dirigente sportivo statunitense